# Krevese
Krevese ist Ortschaft und Ortsteil der kreisangehörigen Hansestadt Osterburg (Altmark) im Landkreis Stendal in Sachsen-Anhalt.

## Geographie

### Lage
Krevese, ein T-förmiges Straßendorf mit Gut, liegt etwa 5 km nordwestlich der Stadt Osterburg (Altmark).
Nachbarorte sind Stapel im Westen, Bretsch im Nordwesten, Röthenberg und Dequede mit dem Fernsehturm Dequede im Norden, Polkern im Nordosten, Krumke und Zedau im Südosten und Schliecksdorf im Südwesten.
Das hügelige Gebiet um die Ortschaft Krevese erreicht mit 73 m ü. NN nahe Polkern den höchsten Punkt der nordöstlichen Altmark. Von hier aus blickt man über das Landschaftsschutzgebiet „Ostrand der Arendseer Hochfläche“ nach Osten über die Wische zur Elbe bis hin zum etwa 20 km entfernten Havelberger Dom. Nach Süden und Osten fällt das Gelände zur Biese, nach Westen zum Zehrengraben ab.

### Ortschaftsgliederung
Zur Ortschaft Krevese gehören die Ortsteile Krevese, Dequede, Polkern und Röthenberg.

## Geschichte

### Mittelalter bis Neuzeit
Krevese wurde 956 erstmals urkundlich als Kribci erwähnt, als Otto I. dem Stift Quedlinburg sechs slawische Dörfer aus der Marca Lipani schenkte. Im Jahre 1308 wurde eine Schenkung in Kreveze oder in kreueze bestätigt. Weitere Nennungen sind 1581 Crewesen, 1687 Crewesen. 1804 heißt es Dorf und Gut Crevese, es gab einen Rademacher, eine Schmiede, zwei Windmühlen und einen Krug.
Im Jahre 1902 wurde die amtliche Schreibung von Crevese auf Krevese geändert. Der Regierungs-Präsident legte die Schreibweise mit dem Buchstaben K im Anlaut von Landespolizeiwegen als die amtliche fest.

### Kritik der Ersterwähnung 956
Der Historiker Peter P. Rohrlach weist darauf hin, dass die Zuordnung von Kribci zu Krevese unter Historikern auch heute noch umstritten ist. Bereits 1874 verortete Heinrich Böttger Kribci als Clenze im heutigen Landkreis Lüchow-Dannenberg.

### Kloster Krevese

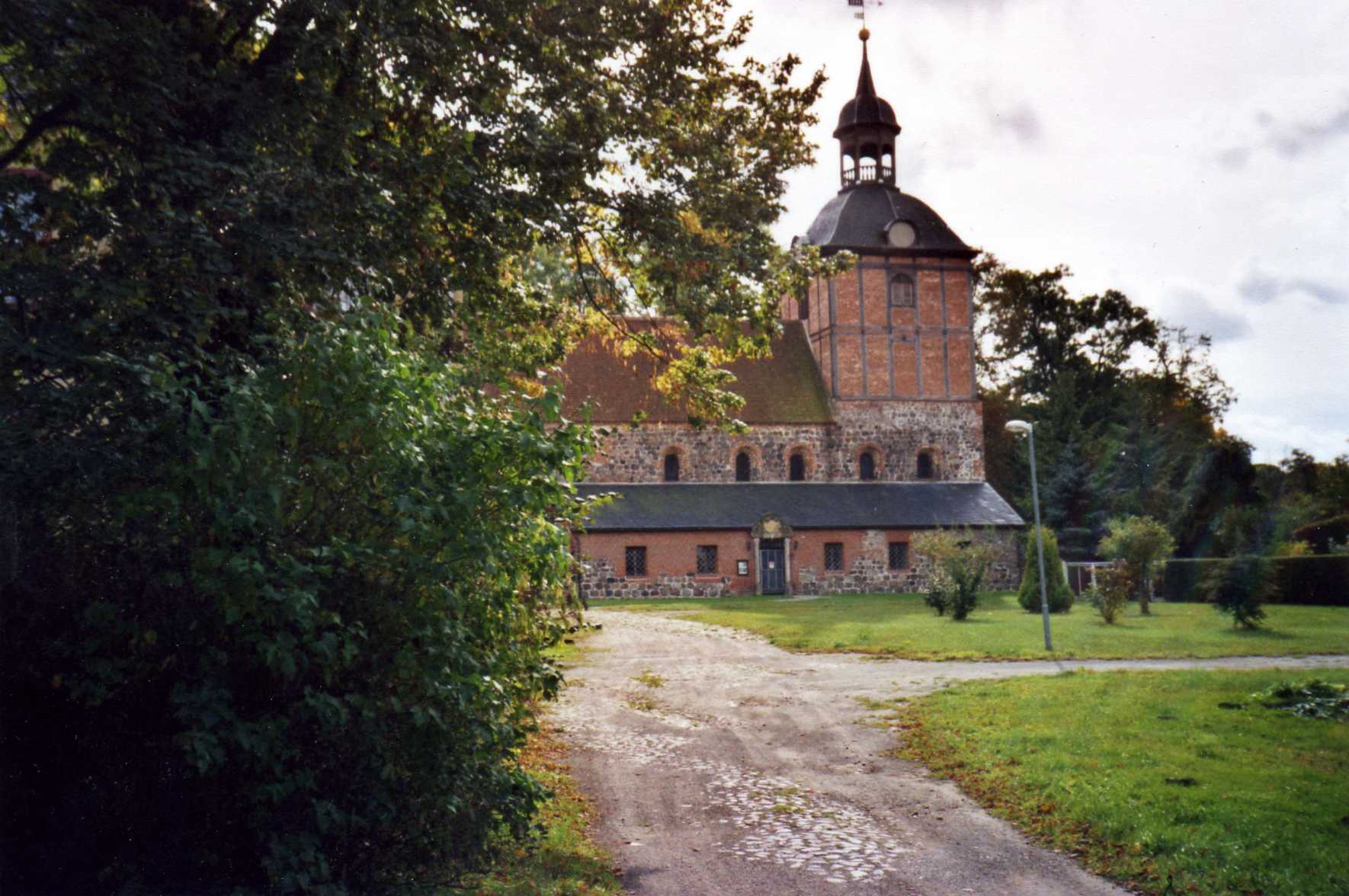
Klosterkirche Krevese

Das Dorf gehörte dem Benediktinerinnenkloster „Marienthal“ im Ort, das der Mutter Maria und dem Heiligen Anisius geweiht war. Das Kloster ist zwischen 1170 und 1200 gestiftet worden.
Der Streit mit dem Benediktinerinnenkloster Dobbertin in Mecklenburg um das Sandpropsteidorf Lärz wurde am 21. September 1249 in Röbel/Müritz nach Zahlung einer Entschädigungssumme von 30 Mark Slawischer Pfennige an das Kloster Krevese zugunsten Dobbertins gelöst.
„Die Sage vom Emmakreuz“ berichtet, dass das Kloster im Jahre 1268 durch Brandstiftung einer unfreiwilligen Nonne, einer „Geldbergerin“, abbrannte, wieder aufgebaut wurde, 1280 erneut niederbrannte und danach aus Geldnot nicht wieder auflebte. Früher hätte das Dorf Krevese eine eigene Kirche gehabt, seitdem diese aber abgebrannt war, wurde der Gottesdienst für die Guts- und Dorfgemeinde in der Klosterkirche eingerichtet. Diese Geschichte überlieferte Christoph Entzelt 1579 und übernahm sie wohl aus einer nicht überlieferten Creweser Chronik, wie Hermann Bohm 1911 schrieb. Das Kreuz stand im Laubwaldgebiet Hagen südlich des Dorfes auf einem großen Findling, im Volksmund „Nunnenstein“ genannt, der 1858 gesprengt wurde.
Das Kloster wurde 1541 im Zuge der Reformation in ein evangelisches Jungfrauenstift umgewandelt. Die letzte Domina des Klosters war Katharina von Gripern. Sie starb 1602, wie auf ihrem Inschriftengrabstein im Seitenschiff zu lesen ist. Johann Christoph Bekmann nennt sie Catharina von Geppern. Die in der Nacherzählung der Sage „Die spukenden Nonnen in der Klosterkirche zu Crevese“ von Alfred Pohlmann im Jahre 1902 genannte Catharina von Jeetze († 1569), war ihre Vorgängerin.

### Rittergut Krevese

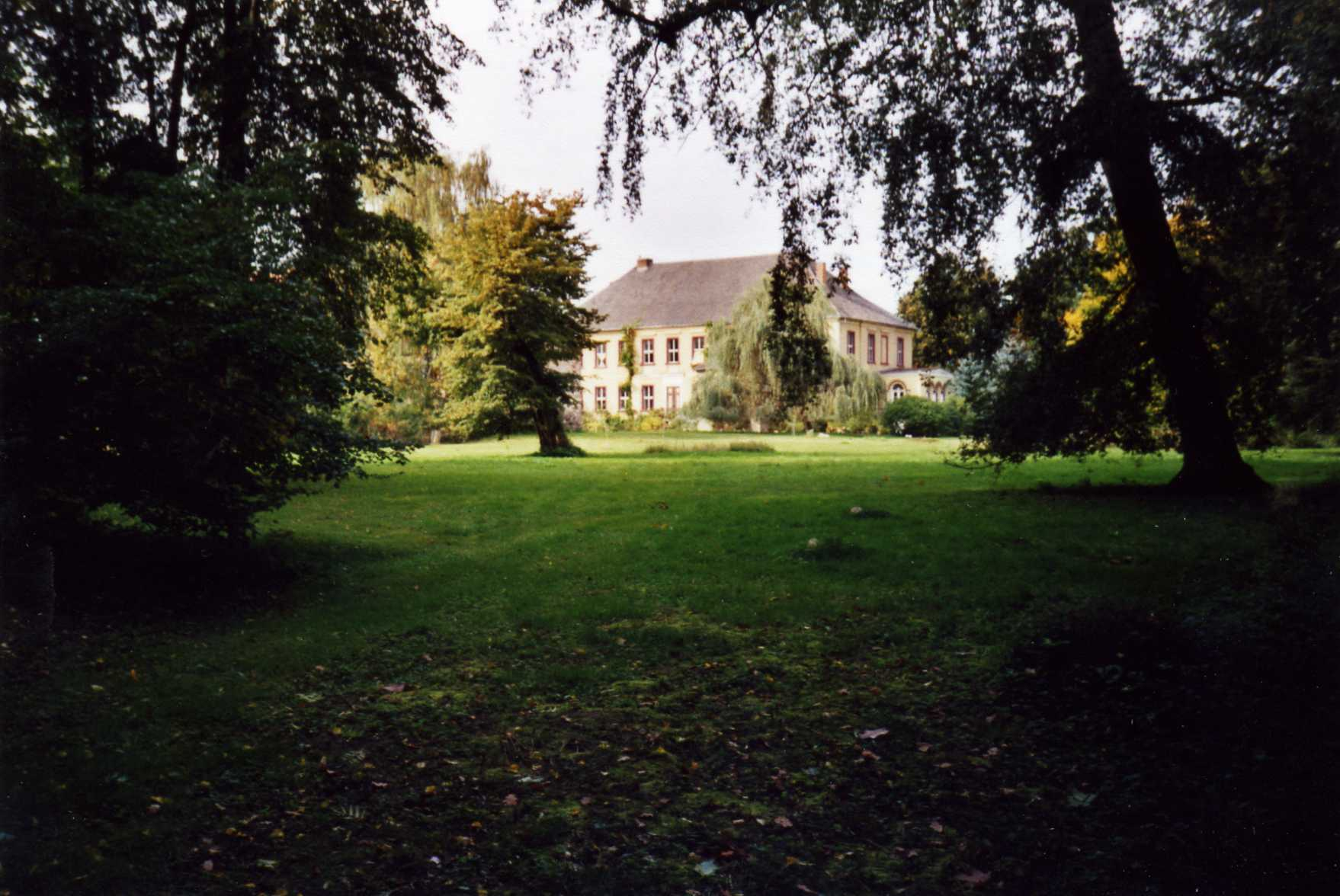
Rittergut der Familie von Bismarck

Im Zuge der Säkularisation wurde aus den Ländereien des Klosters die Propstei Krevese gebildet. Ein Verweser gestaltete sie zu einem selbständigen lehnbaren Gutsbesitz um, aus dem das Rittergut entstand. Im Jahr 1562 mussten die Brüder Heinrich und Friedrich von Bismarck ihr Amt Burgstall gegen die ehemalige Propstei Krevese eintauschen. Die Bismarcks errichteten 1725 ein Herrenhaus.

### Eingemeindungen
Bis 1807 gehörte das Dorf zum Seehausenschen Kreis der Mark Brandenburg in der Altmark. Danach lag es bis 1810 im Kanton Bretsch auf dem Territorium des napoleonischen Königreichs Westphalen. Ab 1816 gehörte die Gemeinde zum Kreis Osterburg, dem späteren Landkreis Osterburg.
Am 30. September 1928 wurde der Gutsbezirk Krevese mit der Landgemeinde Krevese vereinigt. Zum Gutsbezirk Krevese gehörten die Vorwerke: Altenhof, eine ehemalige Schäferei, die nicht mehr existiert und Geldberg, das heute zum Ortsteil Rossau gehört.
Am 25. Juli 1952 wurde die Gemeinde Krevese in den Kreis Osterburg umgegliedert. Am 1. Februar 1974 wurde die Gemeinde Dequede in die Gemeinde Krevese eingemeindet. Zuvor war bereits am 1. Juli 1950 die bis dahin eigenständige Gemeinde Polkern in die Gemeinde Dequede eingegliedert worden. Davor war am 30. September 1928 das Vorwerk Röthenberg mit der Landgemeinde Dequede vereinigt worden.
Am 1. Juli 1994 kam die Gemeinde Krevese mit den Ortsteilen Dequede, Polkern und Röthenberg zum Landkreis Stendal.
Durch einen Gebietsänderungsvertrag beschlossen die Gemeinderäte der Gemeinden Ballerstedt, Düsedau, Erxleben, Flessau, Gladigau, Königsmark, Krevese, Meseberg, Rossau, Walsleben und der Hansestadt Osterburg (Altmark), dass ihre Gemeinden aufgelöst und zu einer neuen Einheitsgemeinde mit dem Namen Hansestadt Osterburg (Altmark) vereinigt werden. Dieser Vertrag wurde vom Landkreis als unterer Kommunalaufsichtsbehörde genehmigt und trat am 1. Juli 2009 in Kraft.
Nach Umsetzung des Gebietsänderungsvertrages der bisher selbständigen Gemeinde Krevese wurden Krevese, Dequede, Polkern und Röthenberg Ortsteile der neuen Hansestadt Osterburg (Altmark). Für die eingeflossene Gemeinde wurde die Ortschaftsverfassung nach den §§ 86 ff. der Gemeindeordnung Sachsen-Anhalt eingeführt. Die aufgenommene Gemeinde Krevese und künftigen Ortsteile Krevese, Dequede, Polkern und Röthenberg wurde zur Ortschaft der neuen Hansestadt Osterburg (Altmark). In der eingeflossenen Gemeinde und nunmehrigen Ortschaft Krevese wurde ein Ortschaftsrat mit anfangs sechs Mitgliedern einschließlich Ortsbürgermeister gebildet.

### Einwohnerentwicklung
| Jahr         | 1734 | 1775 | 1789 | 1798 | 1801 | 1818 | 1840 | 1864 | 1871 | 1885 | 1892 | 1895 | 1900 | 1905 | 1912 |
| Dorf Krevese | 117  | 187  | 171  | 118  | 177  | 250  | 267  | 245  | 226  | 251  | 397  | 243  | 346  | 223  | 261  |
| Gut Krevese  |      |      |      | 064  |      |      |      | 127  | 113  | 124  |      | 118  |      | 108  | 104  |

| Jahr | Einwohner |
| ---- | --------- |
| 1925 | 345       |
| 1939 | 340       |
| 1946 | 497       |
| 1964 | 424       |
| 1971 | 404       |
| 1981 | 597       |

| Jahr | Einwohner |
| ---- | --------- |
| 1993 | 583       |
| 2006 | 531       |
| 2011 | [00]285   |
| 2012 | [00]270   |
| 2018 | [00]253   |
| 2019 | [00]249   |

| Jahr | Einwohner |
| ---- | --------- |
| 2020 | [00]252   |
| 2021 | [00]244   |
| 2022 | [0]234    |
| 2023 | [0]226    |

Quelle, wenn nicht angegeben, bis 2006:

## Religion

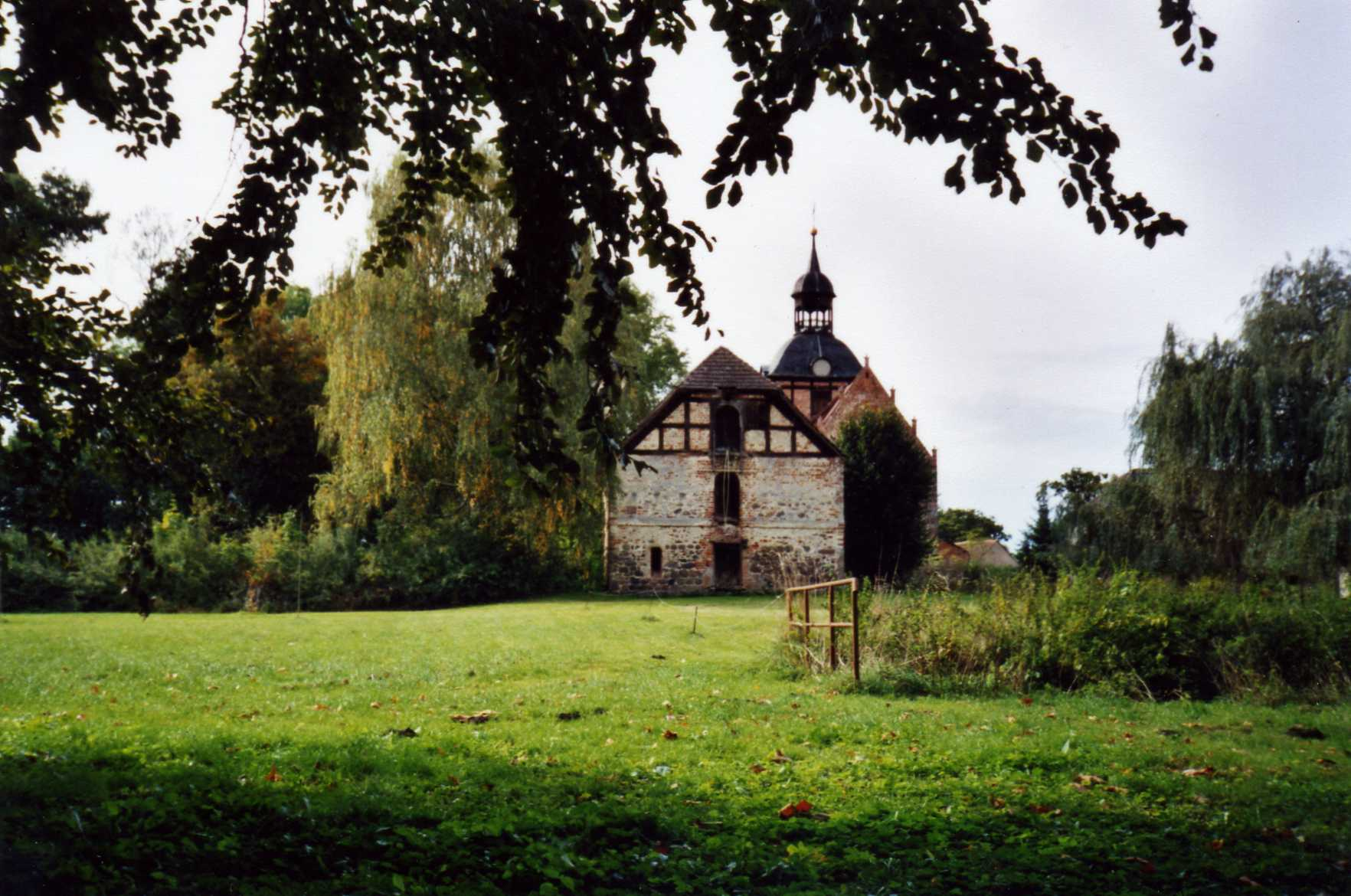
Rückseite der Klosterkirche mit Wirtschaftsgebäude

Die evangelische Kirchengemeinde Krevese, die früher zur Pfarrei Krevese gehörte, wird heute betreut vom Pfarrbereich Kossebau im Kirchenkreis Stendal im Bischofssprengel Magdeburg der Evangelischen Kirche in Mitteldeutschland.
Die ältesten überlieferten Kirchenbücher für Krevese stammen aus dem Jahre 1683.
Die katholischen Christen gehören zur Pfarrei St. Anna in Stendal im Dekanat Stendal im Bistum Magdeburg.

## Politik

### Bürgermeister
Ortsbürgermeister der Ortschaft Krevese ist seit 2019 Björn Bach.
Die letzte Bürgermeisterin der Gemeinde Krevese war Jutta Berger. Anschließend war sie bis 2019 die Ortsbürgermeisterin der Ortschaft Krevese. Insgesamt ist sie 25 Jahre als Bürgermeisterin im Amt aktiv gewesen.

### Ortschaftsrat
Bei der Ortschaftsratswahl am 26. Mai 2019 gewann die Wählergemeinschaft Krevese (100 Prozent) und damit alle 6 Sitze. Ein Rat wurde Ortsbürgermeister. Zusammensetzung des Ortschaftsrates im Mai 2020:
- 4 Sitze Wählergemeinschaft Krevese
- 1 Sitz CDU

Gewählt wurden zwei Ortschaftsrätinnen. Die Wahlbeteiligung lag bei 59,0 Prozent.

### Wappen
Blasonierung: „Gespalten von Silber und Blau, vorn eine romanische blaue Säule, hinten ein von drei silbernen Eichenblättern bewinkeltes, dreiblättriges silbernes Kleeblatt.“ (v. Bismarck)
Die Farben der ehemaligen Gemeinde – abgeleitet von den Farben der Schildspaltung – sind Silber (Weiß)/Blau.
Es war Wunsch und Beschluss der ehemaligen Gemeinde, Symbole im Ortswappen zu verwenden, die sich auf das Kloster und auf die Familie von Bismarck beziehen.
Sie drücken sich aus durch die romanische Säule auf der rechten Schildseite und durch das Bismarcksche Kleeblatt auf der linken Schildseite. Die Tinkturen beziehen sich auf die Bismarckschen Farben Blau-Silber.
Das Wappen wurde 2004 vom Kommunalheraldiker Jörg Mantzsch gestaltet und ins Genehmigungsverfahren geführt.

### Flagge
Die Flagge ist Blau – Weiß (1:1) gestreift (Querform: Streifen waagerecht verlaufend; Längsform: Streifen senkrecht verlaufend) und mittig mit dem Gemeindewappen belegt.

## Kultur und Sehenswürdigkeiten

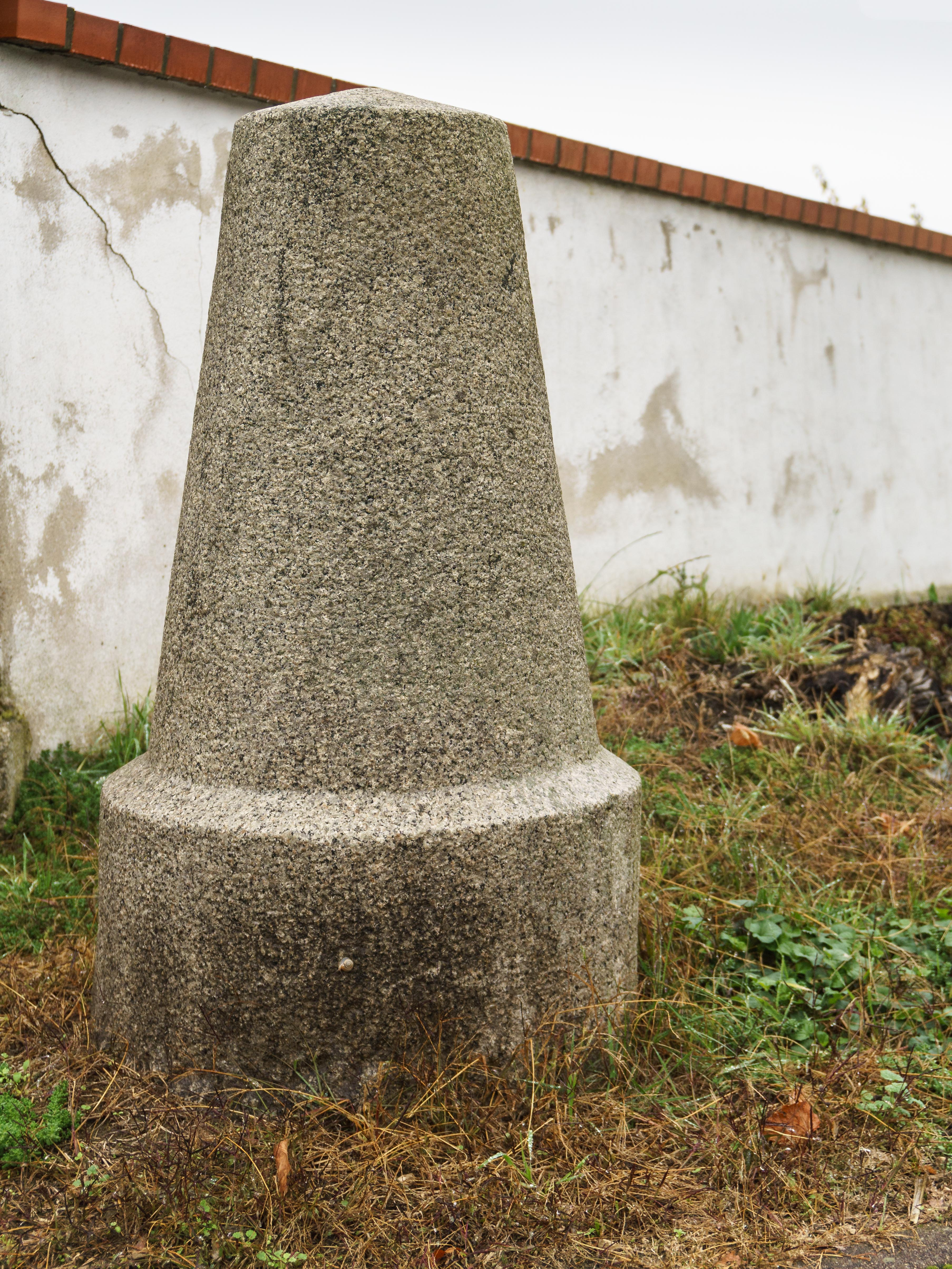
Preußischer Rundsockelstein an der Friedhofsmauer in Krevese

- Die evangelische Kirche St. Marien, die ehemalige Klosterkirche, ist ein Feld- und Backsteinbau aus der Zeit um 1200.[37] Die Kirche ist bekannt für ihre Gansen-Orgel von 1721 und die Konzerte im Kreveser Orgelsommer.[15] Eine Sanierung der Orgel ist geplant.[38]
- Der Ortsfriedhof ist in der Ortsmitte.
- Das frühere Rittergut Krevese und zwei Meilensteine im Dorf stehen unter Denkmalschutz.[4]
- Der frühere Kindergarten wurde zu einem Dorfgemeinschaftshaus umgebaut.[15]

## Verkehrsanbindung
Eine Landesstraße verbindet Krevese mit Osterburg (Altmark) im Osten. Wenige Kilometer östlich von Krevese verläuft die Bundesstraße 189 und die parallele Bahnstrecke Stendal–Wittenberge (nächster Bahnhof in Osterburg).

## Söhne und Töchter
- Levin-Friedrich von Bismarck (1703–1774), preußischer Justizminister
- Julius Schäffer (1823–1902), Musiker, Dirigent und Komponist
- Ingeborg Vahle-Giessler (1915–1989), Malerin und Grafikerin